# Bräkne och Karlshamns domsagas tingslag
Bräkne och Karlshamns domsagas tingslag var ett tingslag i Blekinge län i Bräkne och Karlshamns domsaga. Tingsplats var i Karlshamn.
Tingslaget bildades 1 januari 1950 av Bräkne tingslag och det som varit rådhusrätten för Karlshamns stad och omfattade Bräkne härad och Karlshamns stad. Tingslaget upplöstes 1971 och verksamheten överfördes då till Bräkne och Karlshamns tingsrätt .